# غوردون جونستون (سياسي)
غوردون جونستون هو سياسي كندي، ولد في 1920، وتوفي في 2005.